# 激光干涉空间天线
激光干涉空间天线（Laser Interferometer Space Antenna，LISA）是一个由美国国家航空航天局（NASA）和欧洲空间局（ESA）合作的引力波探测计划，由於募款問題，美国国家航空航天局於2011年宣布終止合作關係。欧洲空间局因此修改任務概念，於2013年宣布改名為演化激光干涉空间天线（Evolved Laser Interferometer Space Antenna，eLISA），目前仍在设计阶段，计划于2034年投入运行，这将是人类第一座太空中的引力波天文台。
LISA也是美国国家航空航天局的超越爱因斯坦项目的一部分。“超越爱因斯坦”是一组实验上验证爱因斯坦广义相对论理论的计划，其中包含两个空间天文台（HTXS——X射线天文台和LISA）和数个以宇宙学相关观测为目的的探测器。LISA将利用激光干涉的方法精确测量信号相位，从而对于来自宇宙间遥远的引力波源的低频且微弱的引力波进行探测。这将对引力波天文学的理论和实验研究，广义相对论的一些实验观测以及早期宇宙的天体物理学和宇宙学研究有重要意义。

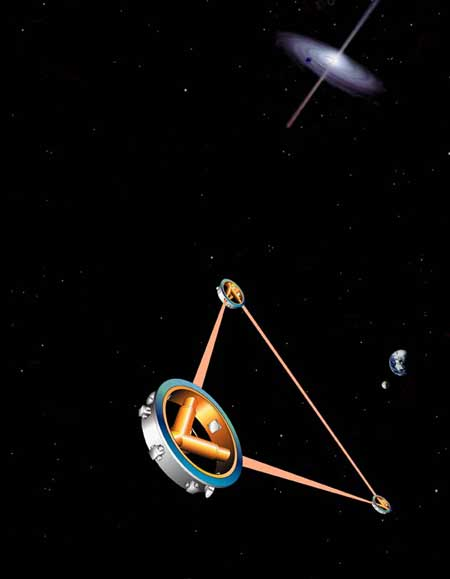
LISA

## LISA结构

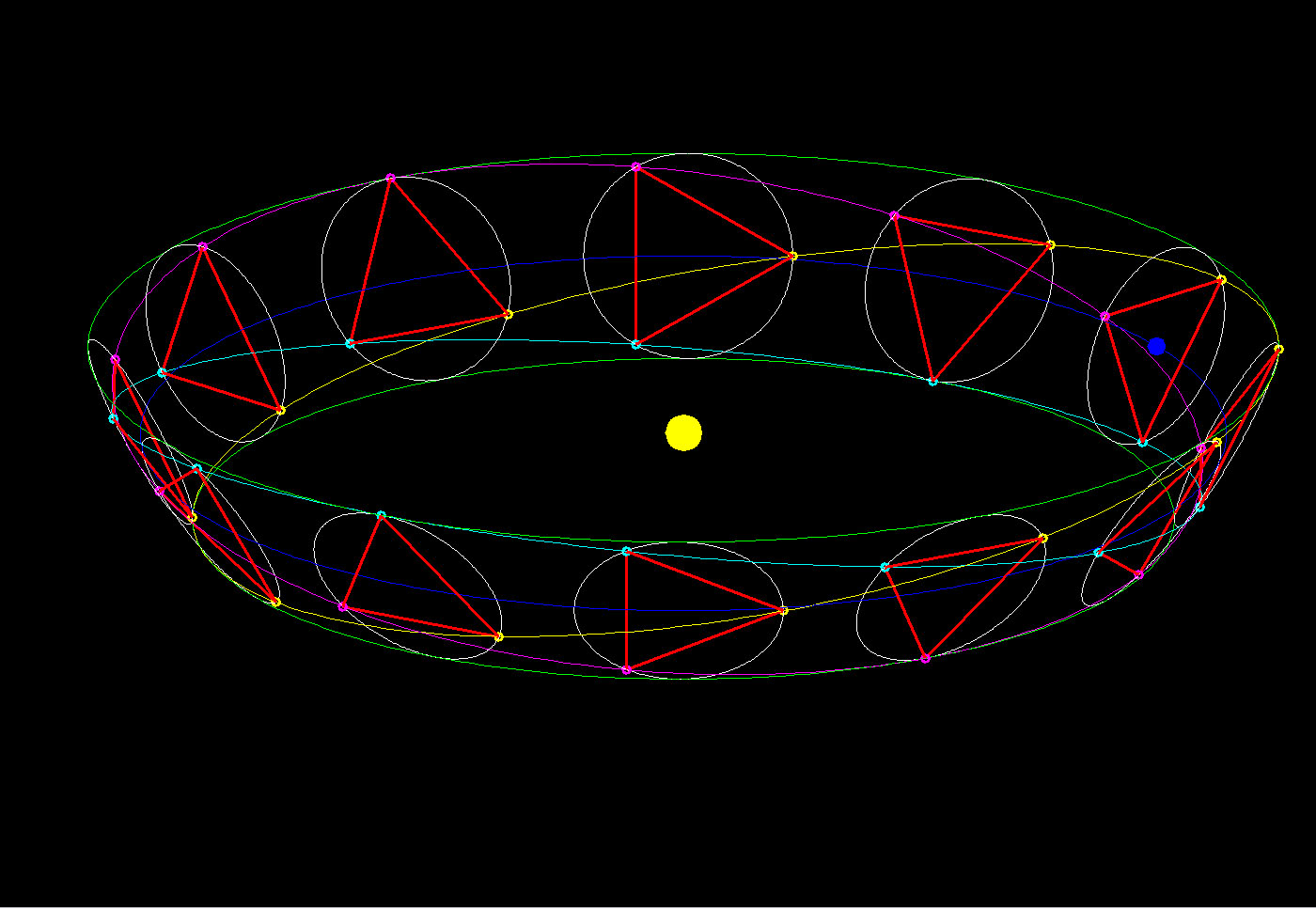
LISA 工作布局

LISA由三个相同的航天器构成为一个边长为五百万千米的等边三角形，即每两个航天器之间的夹角为60°。LISA将采用的是与地球相同的日心轨道，并且LISA与太阳的连线，和地球与太阳的连线之间的夹角为20°，这种设计是为了尽可能减少地球引力造成的影响。在每一个航天器上都有两个完全相同的光学台，包含有激光光源、光学分束器、光检测器、光学镜组等组成干涉仪的光学器件，以及一系列进行数字信号处理的电子器件。由于每两个航天器之间的夹角为60°，每个航天器上的每一个光学台都会和相邻的航天器上的光学台发生干涉，激光走完这段航天器间隔的距离需要约16秒。在每个干涉仪的后面安置有一个作为“测试质量”的合金立方体（75%金和25%铂），其中一个表面被打磨成光滑的平面镜用来反射激光。理论上如果有引力波扫过测试质量，其位置的微小改变会引起干涉信号，即激光相位的改变，从这种相位变化即可推导出观测到的引力波的存在。在实际设计中，这种测量精度要求测试质量所处的环境高度稳定，其位置能够不受到外界光压和太阳风粒子的影响；并且LISA的干涉测量系统也要高度灵敏，使得真正需要的引力波信号不至于淹没在激光频率噪声等干扰的海洋中。除此之外，LISA还需要解决如何应对航天器运行对激光频率造成的多普勒效应的影响，激光长距离传输的损耗问题，等等。LISA在实际运行中将达到能够在五百万千米的长度上探测到10皮米（1皮米等于10-12米）量级的长度变化。

## LISA探测的引力波源

### 引力波

#### 广义相对论
1915年爱因斯坦建立了广义相对论理论，广义相对论在理论上证明，平直时空的度规在微扰下应用爱因斯坦场方程可导出时空微扰的度规以四维波的形式传播。并且对一个具有四极矩的能量-动量张量应用爱因斯坦场方程将得到推迟势的格林函数解，这和电磁学中的电磁波解是类似的。这些推导都从根本上预言了引力波的存在，这与十九世纪麦克斯韦应用他的麦克斯韦方程组预言电磁波的存在十分相似。但与之不同的是，从电磁理论建立到赫兹从实验上观测到电磁波只间隔了不到三十年的时间，而引力波从广义相对论建立以来直到2015年才被直接观测到，很重要的原因是与电磁相互作用相比引力相互作用强度十分微弱，而能产生较强的引力波的引力波源距地球都十分遥远，传播到地球的应力强度大约只有10-22这个量级左右，这相当于在一百千米的长度上引起0.01皮米长度的变化，这种变化比原子核的直径还要小。

#### PSR 1913+16
1975年普林斯顿大学的拉塞尔·赫尔斯（Russel Hulse）和约瑟夫·泰勒（Joseph Taylor）发现了一颗编号为PSR 1913+16的脉冲星，这是一颗高速旋转并放出方向性很强的无线电波的中子星。每当无线电信号扫过地球时，接收机上就能接收到一个脉冲信号，脉冲星的这种特性可以用作天文学上的一种“量天尺”，用于精确测量其运动状态。经过对PSR 1913+16的一段时间的测量之后，人们发现它具有一个的轨道，其伴星可能是一颗不辐射无线电波的中子星。同时，这个伴星的质量以及双星系统的轨道参数也可以大概推算出来。同样，根据广义相对论理论，可以从中子星质量和轨道参数估算这个双星系统的zh-Hans:引力波;zh-Hant:重力波辐射的光度，这些辐射以能量的形式损耗，反映到系统运动轨道参量的变化。拉塞尔·赫尔斯和约瑟夫·泰勒对这个双星系统的轨道在1975年至1988年间进行了长时间的观测，其结果和广义相对论的预言符合得非常好，这个事实间接上证明了双星系统引力辐射的存在。拉塞尔·赫斯和约瑟夫·泰勒因此项工作于1993年获诺贝尔物理学奖，这是广义相对论的胜利。

#### 引力波探测器
尽管对双星系统的观测证明了引力波的存在，但人类始终没有直接观测到引力波到底是什么样，即如何用一个应力（或度规）的时间序列去描述。从二十世纪六十年代以来人类不断致力于引力波探测器的制造工作，起初的引力波探测器采用共振质量的方法但至今未获成功。目前主流的引力波探测器都是基于迈克耳孙干涉仪的方法，利用激光的稳定性来获得高度灵敏稳定的干涉条件，从而达到对极度微小的引力波扰动实现观测的目的，这样的探测器包括德国的GEO600，美国的激光干涉引力波天文台（LIGO，Laser Interferometer Gravitational-wave Observatory），日本的TAMA 300，意大利的處女座干涉儀（VIRGO），澳大利亚的AIGO等。

### 为什么需要LISA
LISA探测的引力波波段范围为3×10−5赫兹至10−1赫兹，在这个波段范围内，当前基于地面观测的引力波天文台，例如美国的LIGO等探测器很大程度上受到地球上震动噪声的影响，很难达到所需要的探测灵敏度（地面引力波探测器由于干涉仪的臂长受限，无法达到能够探测低频引力波的精度），因此将LISA置于太空中的原因即是能彻底消除地面震动噪声的干扰。现在已知的引力波源包括：银河系内的双星系统，以及河外星系中的极端质量比例旋（EMRI，指两个质量相差悬殊的天体组成的自旋系统）和超大质量黑洞的合并。LISA如能够探测到这三类引力波源，其在3×10−3赫兹频率上可探测的应力灵敏度将达到10−21/√Hz。LISA也被寄希望于探测到大爆炸后早期宇宙的引力随机背景（stochastic background）辐射，尽管这种引力波源还没有被证实。

## 參閱
- 雷射干涉太空天線開路者號
- 天琴计划
- 太极计划